# Sandbox (album)
| Recensione     | Giudizio |
| -------------- | -------- |
| Piero Scaruffi | [ 1 ]    |

Sandbox è il secondo album in studio del gruppo musicale statunitense Guided by Voices, pubblicato nel 1987. Una nuova edizione dell'album venne inclusa nel cofanetto Box nel 1995 che raccoglieva i primi cinque album e un sesto di inediti, King Shit and the Golden Boys.

## Tracce
Lato A
1. Lips of Steel – 1:34
2. A Visit to the Creep Doctor – 1:29
3. Everyday – 2:58
4. Barricade – 4:31
5. Get to Know the Ropes – 3:48

Lato B
1. Can't Stop – 2:26
2. The Drinking Jim Crow – 1:36
3. Trap Soul Door – 1:15
4. Common Rebels – 2:03
5. Long Distance Man – 1:17
6. I Certainly Hope Not – 2:01
7. Adverse Wind – 2:09

## Musicisti
- Mitch Mitchell: basso
- Kevin Fennell: batteria
- Jim Pollard: chitarra
- Robert Pollard: chitarra e voce
- Steve Wilbur: chitarra (brani: A4, B1)